# فولوارک (استان اوپوله)
فولوارک (به لهستانی:  Folwark) یک روستا در لهستان است که در گمینا پروشکوو واقع شده‌است.